# Ius emigrandi
Das Ius emigrandi (lateinisch Recht auszuwandern) ist der Artikel 24 des Augsburger Religionsfriedens von 1555 und gewährte allen Untertanen das Recht, aus religiösen Gründen in ein Territorium ihrer Konfession auszuwandern.

## Hintergrund

### Augsburger Religionsfrieden
Nachdem im Zuge der Reformation die religiöse Einheit des Reichs zerstört worden war, kam es fortan immer wieder zu Streitigkeiten zwischen den protestantischen und den altgläubigen Reichsständen. Auch die Spaltung der Protestanten in Lutherische und Reformierte heizte die Konflikte weiter an, sodass alle Versuche, die Protestanten wieder in die altgläubige Kirche einzugliedern und so die religiöse Einheit wieder herzustellen, scheiterten. Erst mit dem Augsburger Religionsfrieden wurden 1555 die Anhänger der Confessio Augustana von 1530 und die damit einhergehende Bikonfessionalität des Reiches anerkannt.

### Ius reformandi
Eine der grundlegenden Bestimmungen des Augsburger Religionsfriedens war das eng mit dem ius emigrandi zusammenhängende ius reformandi, welches dem jeweiligen Landesherren das Recht zusprach, die Religion seines Territoriums und all seiner Untertanen zu bestimmen. Diese Regelung sollte dazu beitragen, den Landfrieden zu wahren, indem es den Landesherren die Möglichkeit gab, ihre Religion frei zu wählen und gleichzeitig die religiöse Einheit ihres jeweiligen Territoriums wiederherzustellen. Daraus ergab sich allerdings das Problem, dass Untertanen, deren Landesherr einer anderen Konfession angehörte als sie selbst oder der sie wechselte, ihre Konfession entsprechend wechseln mussten.

## Rechtssatz
Das ius emigrandi bot als eine Art Ausgleich zum ius reformandi den Untertanen die Möglichkeit, ihren Besitz zu verkaufen und mit ihrer Familie in ein Territorium ihrer Konfession auszuwandern, wenn sie ihre Konfession nicht wechseln wollten.
„Wo aber Unsere, auch der Churfürsten, Fürsten und Stände Unterthanen der alten Religion oder Augspurgischen Confession anhängig, von solcher ihrer Religion wegen aus Unsern, auch der Churfürsten, Fürsten und Ständen des H. Reichs Landen, Fürstenthumen, Städten oder Flecken mit ihren Weib und Kindern an andere Orte ziehen und sich nieder thun wolten, denen soll solcher Ab- und Zuzug, auch Verkauffung ihrer Haab und Güter gegen zimlichen, billigen Abtrag der Leibeigenschafft und Nachsteuer, wie es jedes Orts von Alters anhero üblichen, herbracht und gehalten worden ist, unverhindert männiglichs zugelassen und bewilligt, auch an ihren Ehren und Pflichten allerding unentgolten seyn. Doch soll den Oberkeiten an ihren Gerechtigkeiten und Herkommen der Leibeigenen halben, dieselbigen ledig zu zehlen oder nicht, hiedurch nichts abgebrochen oder benommen seyn.“ (§ 24)
Auch wenn diese Regelung auf den ersten Blick allen Untertanen ein Recht zusprach, das es ihnen ermöglichte, ihre Konfession frei zu wählen, muss an dieser Stelle hinterfragt werden, ob dies in der Realität tatsächlich immer praktikabel war. Das Aufgeben der Existenz und das Auswandern in ein anderes Territorium konnten durchaus den wirtschaftlichen Ruin bedeuten zumal beim Verkauf von Besitz nicht immer eine ausreichende Summe erzielt werden konnte.  Es war außerdem keinesfalls sicher, dass in einem anderen Territorium einfach wieder Fuß gefasst werden konnte.
Die Regelungen des ius emigrandi von 1555 wurden schließlich in modifizierter Form auch in den Westfälischen Friedensvertrag von 1648 übernommen, der auch ein Bleiberecht für konfessionelle Minderheiten enthielt.

## Auswanderungsrecht oder Ausweisungsrecht
Wie bei vielen Regelungen des Augsburger Religionsfriedens ist auch die Deutung des ius emigrandi nicht eindeutig. So geht aus der Formulierung nicht klar hervor, ob ein Untertan, der nicht die Konfession seines Landesherren annehmen will, auswandern darf oder muss. Das Auswanderungsrecht der Untertanen und das Ausweisungsrecht der Landesherren liegen somit nah beieinander. Sollte ein Untertan die Konfession seines Landesherren nicht annehmen wollen, konnte der Landesherr ihn aus einem Territorium ausweisen und sich dabei einfach auf das ius emigrandi berufen. Die evangelische Lesart des § 24 betont deutlich das Recht der Untertanen auf Auswanderung, welches von evangelischer Seite bereits mehrmals eingefordert worden war. Die altgläubige Seite hingegen legte ihn vornehmlich als Ausweisungsrecht aus. Bei genauerem Hinsehen wird also deutlich, dass das ius emigrandi vornehmlich dazu diente, das ius reformandi der Landesherren in der Realität praktikabler zu machen. Daher ist auch die in der Forschung oft diskutierte Frage, ob das ius emigrandi der Vorläufer eines modernen Grundrechts sei, nicht leicht zu beantworten. Die nicht zu bestreitende Fortschrittlichkeit des ius emigrandi als Auswanderungsrecht und die Interpretation als Ausweisungsrecht bilden einen starken Kontrast. In der Praxis setzte sich sowohl 1555 als auch 1648 schließlich letzteres durch, auch wenn die Bedeutung des Rechts auf Auswanderung als ein erster Schritt in Richtung Religionsfreiheit nicht unterschätzt werden darf.